# ホームドラマ (映画)
『ホームドラマ』（Sitcom）は1998年のフランスのコメディ映画。フランソワ・オゾンが家族崩壊を描くコメディ・ドラマである。1匹のネズミが平和な一家を狂気に走らせていく様をブラックかつ大胆に描いていることから公開当時フランス版『逆噴射家族』と評された。

## キャスト
- エレーヌ - エヴリーヌ・ダンドリー（フランス語版）： 母親。
- ジャン - フランソワ・マルトゥーレ（フランス語版）： 父親。
- ソフィ - マリナ・ドゥ・ヴァン（フランス語版）： 娘。
- ニコラ - アドリアン・ドゥ・ヴァン（フランス語版）： 息子。
- ダヴィッド - ステファーヌ・リドー： ソフィの恋人。
- マリア - ルシア・サンチェス（フランス語版）： 家政婦。
- アブドゥ - ジュール＝エマニュエル・ヨウム・デイド： マリアの夫。
- 精神科医 - ジャン・ドゥーシェ

## スタッフ
- 監督・脚本：フランソワ・オゾン
- 製作：オリヴィエ・デルボス、マルク・ミソニエ
- 撮影：ヨリック・ル・ソー
- 音楽：エリック・ヌヴー（フランス語版）